# 英霊の聲
『英霊の聲』（えいれいのこえ）は、三島由紀夫の短編小説。二・二六事件で銃殺刑に処せられた青年将校と、神風たらんと死んだ特攻隊員の霊が、昭和天皇の人間宣言に憤り、呪詛する様を描いた作品である。〈などてすめろぎは人間（ひと）となりたまひし〉という哀切なリフレインが、能の修羅物の2場6段の構成で綴られている。
二・二六事件で処刑された青年将校・磯部浅一の獄中の手記（獄中日記、行動記）や、河野壽の兄・河野司著『二・二六事件』から影響を受けて執筆された『英霊の聲』は、1960年代の三島の一つの転換点となり、その後に書かれる『文化防衛論』などの評論への前駆的な役割を担っていた作品である。
なお、『英霊の聲』の挿入歌の先行試作と見られる、7篇の歌からなる『悪臣の歌』という草稿が、1999年（平成11年）に三島由紀夫文学館で見つかり、記念展図録で公開された。

## 発表経過
1966年（昭和41年）、文芸雑誌『文藝』6月号に掲載され、同年6月30日に河出書房新社より、作品集『英霊の聲』として単行本刊行された。この本には、『憂国』と戯曲『十日の菊』も収録され、「二・二六事件三部作」として纏められた。
オリジナル版の文庫本は2005年（平成17年）10月20日に河出文庫より刊行された。翻訳はイタリア語（伊題：La voce degli spiriti eroici）で行われている。英語（英題：Voices of the Fallen Heroes）はPaul McCarthyによって行われている。

## 内容
木村先生の主宰する「帰神の会」に列席した「私」が、そこで見聞したことを〈能ふかぎり忠実に〉記録していくという体裁をとって、二・二六事件の蹶起将校と、大東亜戦争の神風特攻隊の兵士たちの霊が次々と、霊媒師の青年・川崎重男に憑依し、呪詛する模様が綴られてゆく。
〈などてすめろぎは人間となりたまひし〉（なぜ天皇は人間となってしまわれたのか）と繰り返される畳句は、昭和天皇に向けられている。二・二六事件の際の天皇の振舞いと、敗戦後の1946年（昭和21年）1月1日のいわゆる「人間宣言」で、天皇が「人間」になってしまったことを、兵士たちの〈裏切られた霊〉は悲しみ憤り、その英霊たちの声がこだまする。
強い怨念の霊の力を受け止めた霊媒師の川崎重男が息をひき取るところで物語は終わり、その死顔が川崎君の顔ではない、〈何者かのあいまいな顔〉に変貌しているところで締めくくられる。

## 構成
『英霊の聲』は、能の修羅物の様式に則り、以下のような2場6段の構成になっている。
- 第1場

1. 序の段（ワキ登場）
2. 破の段（シテ登場・問答）
3. 急の段（上歌などでシテ中入）

- 第2場

1. 序の段（ワキ待謡）
2. 破の段（後シテ登場・クセ・カケリ）
3. 急の段（修羅の苦患を訴えて、切）

木村先生がワキの僧、川崎君がワキヅレ、二・二六事件青年将校が前ジテ、特攻隊員が後ジテとなり、特攻隊の攻撃がカケリを見せ、最後の切までに該当する。

## 作品背景
三島は『英霊の聲』を書いた動機として、〈二・二六事件の挫折によつて、何か偉大な神が死んだ〉と述べ、心の裡で底流していた、〈永く私を支配してきた真のヒーローたちの霊を慰め、その汚辱を雪ぎ、その復権を試みようといふ思ひ〉を手繰ると、どうしても天皇の人間宣言に引っかかるとして、以下のように語っている。
また、河野壽の兄で、『二・二六事件』の著者の河野司は、馬込の三島宅を訪れ、二・二六事件の挫折の原因について三島と話し合った時のことを述懐し、河野が、「最終的には天皇との関係の解明につきると思います」と言うと、三島も、「やはりあなたもそうですか」と同意したという。また、叛乱部隊となった青年将校らが、天皇の赤子として自らの犯した罪を、死を以て償おうと最後に自決を決意して、その際の勅使の差遣を仰ぎたいと侍従を通じて申し入れたにもかかわらず、昭和天皇は、「自殺するなら勝手に為すべく此の如きものに勅使など以ての外なり」と個人的感情を前面に出してしまったことに関しても、「日本の天皇の姿ではありません。悲しいことです」と三島は言ったという。
そして、もしもこの天皇の発言を知ったとしたら、将校たちは、はたして「天皇陛下万歳」と絶叫して死んだだろうかと、河野が訊ねると三島は、「君、君たらずとも、ですよ。あの人達はきっと臣道を踏まえて神と信ずる天皇の万歳を唱えたと信じます。でも日本の悲劇ですね」と、涙ぐみ声を詰まらせていたという。
『英霊の聲』を発表後、三島は河野司への書簡で、〈御令弟をはじめ、二・二六蹶起将校の御霊前に捧げるつもりで書いた作品であります。――しかしそれにつけても、現代日本の飽満、沈滞、無気力には、苛立たしいものを感じてなりません。これは小生一人のヒステリーでありませうか？〉と記している。
秋山駿との対談では、『英霊の聲』を書いたことで、自分が〈救われた〉として、三島は以下のように語っている。

## 文壇の反響・同時代評価
『英霊の聲』に対する時評や合評では、作品がイデオロギー的な側面や天皇批判を含んでいるために、部分的には共感を持てるという意見もありながらも、全面的な賛意を積極的に示す評価は少ない。
花田清輝は、右翼の側からの天皇批判として一定の評価をしながらも、ふざけているといった否定的な発言もし、江藤淳は、エロスを主題にしながらも「意外に清潔」で「審美的」だった『憂国』と比べて、「イデオロギー的」であり、「妙に猥褻」と評した。石原慎太郎は、世俗を拒否する三島の方法論が、歴史に乗り出すのは誤りだと評した。
村松剛や奥野健男は、一定の理解を示して三島の意図を汲み取ろうとし、饗庭孝男は、英霊の〈復権〉は不可能であるがゆえに美しいと論考した。葦津珍彦は、兵士の霊が慰められ名誉が回復されなければならないゆえに、作品意義があると高評価した。
山本健吉は、戦後民主主義の「空虚な偽善」、「厭うべき低俗」を批判しようという三島の創作動機に同意しつつ異論も交えて以下のように評しながら、二・二六事件の将校や特攻隊の「心情と行動」を素直に愛惜できない現代人の「心の卑俗さ」に比して、白虎隊士の心情や行動力の方が「はるかに立派だった」と述べた。

## 作品研究・解釈
橋川文三は、「二・二六における天皇と青年将校というテーマは、ほとんどドストエフスキーの天才に俟たなければ描ききれないであろう」というのが自論だったと前置きし、その理由として、そのテーマが「神学の問題」を孕み、「正統と異端という古くから魅力と恐怖にみたされた人間信仰の世界」に関わる問題があるからだとしている。
そして『英霊の聲』では、「ある至高の浄福から追放されたものたちの憤怒と怨念」が凄まじいまでに満ち、「幽顕の境界を哀切な姿でよろめくものたちの叫喚が、おびやかすような低音として、生者としての私たちの耳に迫ってくる」と評し、作者の三島はその中で、「それら悪鬼羅刹と化したものたちの魂が憑依するシャーマンの役割」をしているとし、以下のように解説している。
瀬戸内寂聴は、最後の〈何者かのあいまいな顔に変貌〉した川崎青年の死顔の、その変容した顔が天皇の顔だといち早く気づき、「三島さんが命を賭けた」と思い手紙を送ったと述べている。すると三島から、〈ラストの数行に、鍵が隠されてあるのですが、御炯眼に見破られたやうです。能と仰言るのも、修羅物を狙つたわけです。小さな作品ですが、これを書いたので、戦後二十年生きのびた申訳が少しは立つたやうな気がします〉という返事があった。
加藤典洋は、1966年（昭和41年）に書かれた『英霊の聲』は、日本の戦後にとり、最も重要な作品の一つであるとし、「日本の戦後に三島のような人間がいてくれたこと」を日本の戦後のために喜び、「日本の戦後の意味」が、三島がいるといないで、「大違い」となり、「三島がいなければ、日本の戦後は、一場の茶番劇になり終わるところだった」理由について解説している。
加藤は、『英霊の聲』に示されている三島の考えには、「もしどのような先入観からも自由なら、こう考えるだろうというような普遍的なみちすじ」があり、「日本の戦後のローカルな論理」に染まらない三島が、「普遍的な人間の考え方」をそこで示したことによって初めて、「日本の戦後の言語空間がいかに背理にみちたものであるか」が告知されていたとして、最後に霊媒師の川崎君の顔が〈あいまい〉な「昭和天皇の顔」になるという暗喩が含まれている『英霊の聲』の主題について以下のように考察している。
島内景二は、『英霊の聲』と、三島が『葵上』（近代能楽集）でも採用した原曲の『葵上』を比較しながら、「六条の御息所＝兵士たち」、「光源氏＝天皇」という対応構造をみて、三島が『英霊の聲』創作ノートの中で、〈霊媒死す。天皇の化身〉と記していることに注目しながら、天皇を恋し信じて決起し、裏切られて死んだ二・二六事件や神風特攻隊の英霊たちに長時間打ち据えられ命を失う「川崎君」が「天皇の身代わり」になることと、光源氏に裏切られ憎みつつも、それ以上に光源氏を深く愛している六条の御息所の怒りが、「葵上」へと向かい、激しい「後妻打ち」となることの構図の類似性を指摘している。そして島内は、そこに三島の創設した会が「楯の会」と命名された真の理由があるとして以下のように解説している。
また島内は、『朱雀家の滅亡』の場合も、朱雀侯爵が自らの一族の滅亡を受け容れ、「楯」になっている構図があるとし、「天皇陛下万歳」を三唱して自死した三島もそのように、「天皇」（あるいは「天皇制」）の「醜の御楯」となり、「英霊たちの怒りを引き受ける役割」を果たそうとしたと述べて、英霊の怒りが理解できる三島だったから、「その怒りを我が身に引き受けよう」とし、「川崎君」の死顔が「天皇の顔」に近づいたのと同様、三島が「天皇のために死ぬ」ことは「天皇として死ぬ」ことと同じであったと考察している。

## エピソード
母・倭文重は、三島から『英霊の聲』の原稿を渡された時のことを、以下回想している。
奥野健男は、『英霊の聲』を読んだ時、三島が磯部浅一の霊に憑りつかれていたのではないかと感じたとし、その昔の1959年（昭和34年）7月29日に三島宅に奥野夫妻、澁澤龍彦夫妻、画家の藤野一友夫妻が 招かれ、皆でコックリさんをやっていた時に、三島が「二・二六の磯部の霊が邪魔している」と大真面目に呟いたことを述懐している。
なお、1970年（昭和45年）1月1日に三島宅で行われた新年会で、丸山明宏が磯部浅一の霊が三島に憑いていると言ったのを村松英子が聞いたという。

## おもな収録刊行本

### 単行本
- 『英霊の聲』（河出書房新社、1966年6月30日） NCID BN05024894
  - 装幀：榛地和[33]。布装。貼函。赤色帯。四六判。全390頁
  - 収録作品：「英霊の聲」「憂国」「十日の菊」「二・二六事件と私」
  - 帯（裏）に「二・二六事件と私」より抜粋された「三つの作品の意図」と題する文章あり。
- 『英霊の聲』（河出書房新社「河出文芸選書」、1976年2月15日）
  - カバー装幀：横山宏輔。紙装・橙色帯。四六判。全233頁。口絵写真1頁1葉（著者肖像写真／撮影：細江英公）あり。
  - 月報：〈英霊の聲 書評・時評・作品論集〉。文芸時評：山本健吉。書評：山崎正和、日沼倫太郎
  - 収録作品：初版単行本と同一内容。
- 文庫版『F104――英霊の聲／朱雀家の滅亡』（河出文庫、1981年6月4日） 
  - カバー装幀：榛地和。カバーデザイン：粟津潔。全207頁。付録中に書影など写真4葉あり。
  - 収録作品：「F104」「英霊の聲」「朱雀家の滅亡」、付録「著者ノートにかえて」（「二・二六事件と私」（抄）、「後記（『朱雀家の滅亡』）」）
- 文庫版『英霊の聲』（河出文庫・BUNGEI Collection、1990年10月4日）
  - 装幀：粟津潔。カバー装幀：菊地信義。全235頁
  - 解説：富岡幸一郎「死の『神学』」
  - 収録作品：「英霊の聲」「F104」「朱雀家の滅亡」「『道義的革命』の論理――磯部一等主計の遺稿について」「二・二六事件と私」（抄）、「後記（『朱雀家の滅亡』）」
- 文庫版『英霊の聲 オリジナル版』（河出文庫、2005年10月5日）
  - カバーデザイン：榛地和。カバー装画：粟津潔。カバーフォーマット：佐々木暁。全268頁
  - 解説：藤田三男「『英霊の聲』の声」
  - 収録作品：初版単行本と同一内容。
- 『文豪怪談傑作選 三島由紀夫集 雛の宿』（ちくま文庫、2007年9月10日） 
  - カバーデザイン：山田英春。カバー装画：金井田英津子。黄色帯。全382頁
  - 解説：東雅夫「幽界（ゾルレン）と顕界（ザイン）と」
  - 収録作品：「朝顔」「雛の宿」「花火」「切符」「鴉」「英霊の聲」「邪教」「博覧会」「仲間」「孔雀」「月澹荘綺譚」「雨月物語について」「柳田國男「遠野物語」――名著再発見」「泉鏡花（『日本の文学4』解説より抄録）」「内田百閒（『日本の文学34』解説より抄録）」「川端氏の『抒情歌』について」「ポップコーンの心霊術――横尾忠則論」「小説とは何か」
- 文庫版『手長姫・英霊の声 1938-1966』（新潮文庫、2020年11月1日）
  - 解説：保坂正康。カバーデザイン：新潮社装幀室
  - 収録作品：「酸模――秋彦の幼き思い出」「家族合せ」「日食」「手長姫」「携帯用」「S・O・S」「魔法瓶」「切符」「英霊の声」
- 英語版『Voices of the Fallen Heroes, and other stories』（Vintage Books、2025年1月）
  - 編者：Stephan Dodd。「英霊の聲」の訳者：Paul McCarthy
  - Introduction（まえがき）：ジョン・ネイスン
  - 収録作品：苺（Strawberry）、帽子の花（The Flower Hat）、月（Moon）、自動車（Cars）、可哀さうなパパ（Poor Papa）、切符（Tickets）、孔雀（The Peacocks）、朝の純愛（True Love at Dawm）、月澹荘綺譚（The Strange Tale of Shimmering Moon Villa）、荒野より（From the Wilderness）、英霊の聲（Voices of the Fallen Heroes）、仲間（Companions）、時計（Clock）、蘭陵王（The Dragon Flute）

### 全集
- 『三島由紀夫全集17巻』〈第8回配本〉（新潮社、1973年12月25日）
  - 背革紙継ぎ装。貼函。帯。四六判。全637頁。旧字・旧仮名遣い。
  - 装幀：杉山寧。口絵写真1頁1葉（著者肖像）あり。
  - 監修委員：石川淳、川端康成、中村光夫、武田泰淳。編集：佐伯彰一、ドナルド・キーン、村松剛、田中美代子
解題・校訂：島崎博、田中美代子。
  - 月報：松本道子「或る日の思い出」。佐伯彰一《評伝・三島由紀夫》8「二つの遺作（その7）」。虫明亜呂無《同時代評から》8「『英霊の声』『絹と明察』などをめぐって」。「主要参考文献目録8」（作成：島崎博）。写真3葉
  - 収録作品：「剣」「絹と明察」「月澹荘綺譚」「三熊野詣」「孔雀」「朝の純愛」「仲間」「英霊の聲」「荒野より」「時計」「蘭陵王」
  - ※ 同一内容で豪華限定版（総革装。天金。緑革貼函。段ボール夫婦外函。A5変型版。本文2色刷）が1,000部あり。装幀：杉山寧
- 『三島由紀夫短篇全集』〈下巻〉（新潮社、1987年11月20日）
  - 布装。カバー。セット機械函。帯。四六判。2段組。1,040頁
  - 収録作品：「家庭裁判」から「蘭陵王」までの73篇
- 『決定版 三島由紀夫全集20巻・短編6』（新潮社、2002年7月10日）
  - 貼函。布クロス装。丸背。箔押し2色。帯。四六判。旧字・旧仮名遣い。
  - 装幀：新潮社装幀室。装画：柄澤齊。口絵写真1頁1葉（著者肖像）あり
  - 編集：田中美代子、佐藤秀明、井上隆史、山中剛史。解題・校訂：田中美代子
  - 月報：金子國義「優しく澄んだ眼差し」。出久根達郎「商人根性」。田中美代子《小説の創り方》20「精霊の来訪」
  - 収録作品：「憂国」「苺」「帽子の花」「魔法瓶」「月」「葡萄パン」「真珠」「自動車」「可哀さうなパパ」「雨のなかの噴水」「切符」「剣」「月澹荘綺譚」「三熊野詣」「孔雀」「朝の純愛」「仲間」「英霊の声」「荒野より」「時計」「蘭陵王」、参考作品21篇、異稿5篇、創作ノート

## 肉声・音声化
- 「英霊の声――三島由紀夫作『英霊の聲』より」（EPレコード）[34]
  - 1970年（昭和45年）4月29日にクラウンレコードより発売。
  - 作曲・編曲：越部信義。朗読：三島由紀夫。竜笛：関河真克（楯の会会員）。演奏：クラウン弦楽四重奏団。
  - 題字「英霊の声」（ジャケット）：三島由紀夫
  - A面は「起て! 紅の若き獅子たち――楯の会の歌」（作詞：三島由紀夫。作曲・編曲：越部信義。歌唱：三島由紀夫と楯の会）[35]

### 関連音声
- 『ポエムジカ 天と海――英霊に捧げる七十二章』（LPレコード）
  - 1967年（昭和42年）5月1日にタクトレコードより発売。
  - 詩：浅野晃。作曲・指揮：山本直純。朗読：三島由紀夫。演奏：新室内楽協会
  - 題字（ジャケット）：安岡正篤
  - ※ ブックレットに「謝辞」（浅野晃）、「〈天と海〉について」（三島由紀夫）、「作曲者の立場から」（山本直純）掲載。
- 『ポエムジカ 天と海――英霊に捧げる七十二章』（LPレコード）
  - 1970年（昭和45年）12月に日本コロムビアより発売。
  - 詩：浅野晃。作曲・指揮：山本直純。朗読：三島由紀夫。演奏：新室内楽協会
  - 題字（ジャケット、ブックレット綴込）：三島由紀夫
  - ※ ブックレットに「謝辞」（浅野晃）、「〈天と海〉について」（三島由紀夫）、「作曲者の立場から」（山本直純）、ジャケットに「亡き三島由紀夫氏に」（無署名）掲載。
  - ※ のちに1971年（昭和46年）1月に再発売されるが、ジャケット装幀は1967年（昭和42年）5月発売のもの（題字：安岡正篤）と同じになる。
- 『ポエムジカ 天と海――英霊に捧げる七十二章』（カセットテープ）
  - 1970年（昭和45年）12月12日にタクト企画・ケイブンシャより発売。
  - 詩：浅野晃。作曲・指揮：山本直純。朗読：三島由紀夫。演奏：新室内楽協会
  - ※ ライナーノートおよびケースのジャケットに「〈天と海〉について」（三島由紀夫）掲載。
  - ※ カーステレオテープ版も同時発売。

## 舞台化
- 1人語り文学夜話第12夜
  - 1991年（平成3年）3月22日 - 23日 東京・ストライプハウス美術館
  - 演出：松枝錦治